# Чахулець-Старий
Чахулець-Старий (пол. Czachulec Stary) — село в Польщі, у гміні Малянув Турецького повіту Великопольського воєводства.
Населення — 234 особи (2011).
У 1975-1998 роках село належало до Конінського воєводства.

## Демографія
Демографічна структура станом на 31 березня 2011 року:
|          | Загалом | Допрацездатний вік | Працездатний вік | Постпрацездатний вік |
| -------- | ------- | ------------------ | ---------------- | -------------------- |
| Чоловіки | 120     | 32                 | 78               | 10                   |
| Жінки    | 114     | 35                 | 60               | 19                   |
| Разом    | 234     | 67                 | 138              | 29                   |